# 乾隆帝皇十六子
乾隆帝皇十六子（1763年1月13日—1765年5月6日），乾隆二十七年十一月三十日生，乾隆帝皇十六子，生母為令皇贵妃即后来的孝仪纯皇后魏佳氏（本姓魏，為內務府包衣）。乾隆三十年三月十七日殤，年2歲，未封，未命名。是嘉庆帝的同母弟弟，庆亲王永璘的同母哥哥。祔葬于朱华山嫡兄端慧皇太子的园寝内。园寝内有三座地宫，端慧皇太子地宫居中为石券，东侧地宫也是石券祔葬三人，居中为端慧皇太子的同母弟悼敏皇子，左右为皇九子皇十子，西侧地宫规制最低，仅为砖券祔葬三人，皇十三子永璟居中，左右皇十六子和嘉庆帝的另一个同母哥哥皇十四子永璐。